# Daihatsu Bee
Der Daihatsu Bee ist ein vom japanischen Fahrzeughersteller Daihatsu von 1951 bis 1958 produzierter dreirädriger Kleinstwagen. Der Wagen gilt als das erste Fahrzeug des japanischen Konzerns, das für die private Nutzung bestimmt war. Vor der Produktion des Autos stellte Daihatsu bereits mehrere Lastkraftwagen und ein kleines Militärfahrzeug her.
Die Produktion des Bee begann im Oktober 1951 und dauerte bis ins Jahr 1958. Insgesamt wurden etwa 90 Exemplare des Fahrzeugs gebaut.
In der Fiberglas-Karosserie des nur etwa drei Meter langen Wagens finden bis zu vier Personen Platz, der 20 PS starke Motor befindet sich zwischen den beiden hinteren Rädern.